# Космос-2134
Космос-2134 је један од преко 2400 совјетских вјештачких сателита лансираних у оквиру програма Космос.
Космос-2134 је лансиран са космодрома Тјуратам, Бајконур, СССР, 15. фебруара 1991. Ракета-носач Сојуз је поставила сателит у орбиту око планете Земље. 